# مریم (فیلم ۲۰۰۲)
مریم نام فیلمی محصول آمریکا به سال ۲۰۰۰ (و پخش ۲۰۰۲) میلادی است. این فیلم درام که به وقایع یک خانواده ایرانی مقیم آمریکا در زمان اوایل سالهای پس از انقلاب سال ۱۳۵۷ می‌پردازد، ساختهٔ رامین سری است و بازیگران چون مازیار جبرانی، شهره آغداشلو و شان توب در آن به نقش‌آفرینی می‌پردازند.

## جوایز
- St. Louis International Film Festival. Emerging Filmmaker Award سال ۲۰۰۰
- Tiburon International Film Festival. Golden Reel Award سال ۲۰۰۲

## پیام فیلم
«Cultures clash. Hearts break. People change.»

«فرهنگ‌ها برخورد می‌کنند. دلها می‌شکنند. مردم تغییر می‌کنند.»

## فضای فیلم
داستان فیلم در جامعهٔ آمریکا در زمان انقلاب ۱۳۵۷ ایران اتفاق می‌افتد، و یک خانوادهٔ ایرانی مقیم آمریکا را نشان می‌دهد. انقلاب ایران به تازگی رخ داده و مردم آمریکا در برابر واقعه تصرف سفارت آمریکا در تهران واکنش نشان می‌دهند.

## داستان فیلم
مریم آرمین دختریست در دبیرستان در نیوجرسی در آمریکا که خود را یک آمریکایی می‌داند. تا اینکه پسر عمویش علی از ایران به منظور تحصیلات عالیه وارد آمریکا می‌شود. او یک اصولگرای مذهبی و از طرفداران پر و پا قرص روح الله خمینی است. اما رفته رفته مریم متوجه می‌شود که بین علی و پدرش گذشتهٔ دردناکی مدفون شده‌است. از سوی دیگر، در حالیکه دانشجویانی در ایران سفارت آمریکا را تصرف کرده‌اند، علی نیر در صدد ترور محمدرضا شاه پهلوی در مرکز سرطان مموریال اسلون-کترینگ در منهتن می‌شود، جایی که شاه در آن بستری است، و پدر مریم پزشکی در آن مرکز است...

## دیگر موارد
- برخی از صحنه‌های نشان داده شده در فیلم از آرشیو واقعی تظاهرات و ناآرامی‌های دوران گروگان گیری سفارت آمریکا می‌باشد.
- فیلم با آهنگ مشهور Let The Good Times Roll اثر گروه د کارز آغاز گشته و با آهنگی از ویگن پایان می‌پذیرد.